# 562
El 562 (DLXII) fou un any comú començat en diumenge del calendari julià.

## Esdeveniments
- Turíngia (Germània): El rei Sigebert I d'Austràsia aconsegueix frenar l'expansió dels àvars cap a Occident.
- Dara (Armènia): Els perses del rei sassànida Còsroes I signen un tractat de pau amb els romans d'Orient de l'emperador Justinià I.
- Constantinoble: El general Belisari és acusat de corrupció i els seus béns són confiscats.